# 壳牌石油

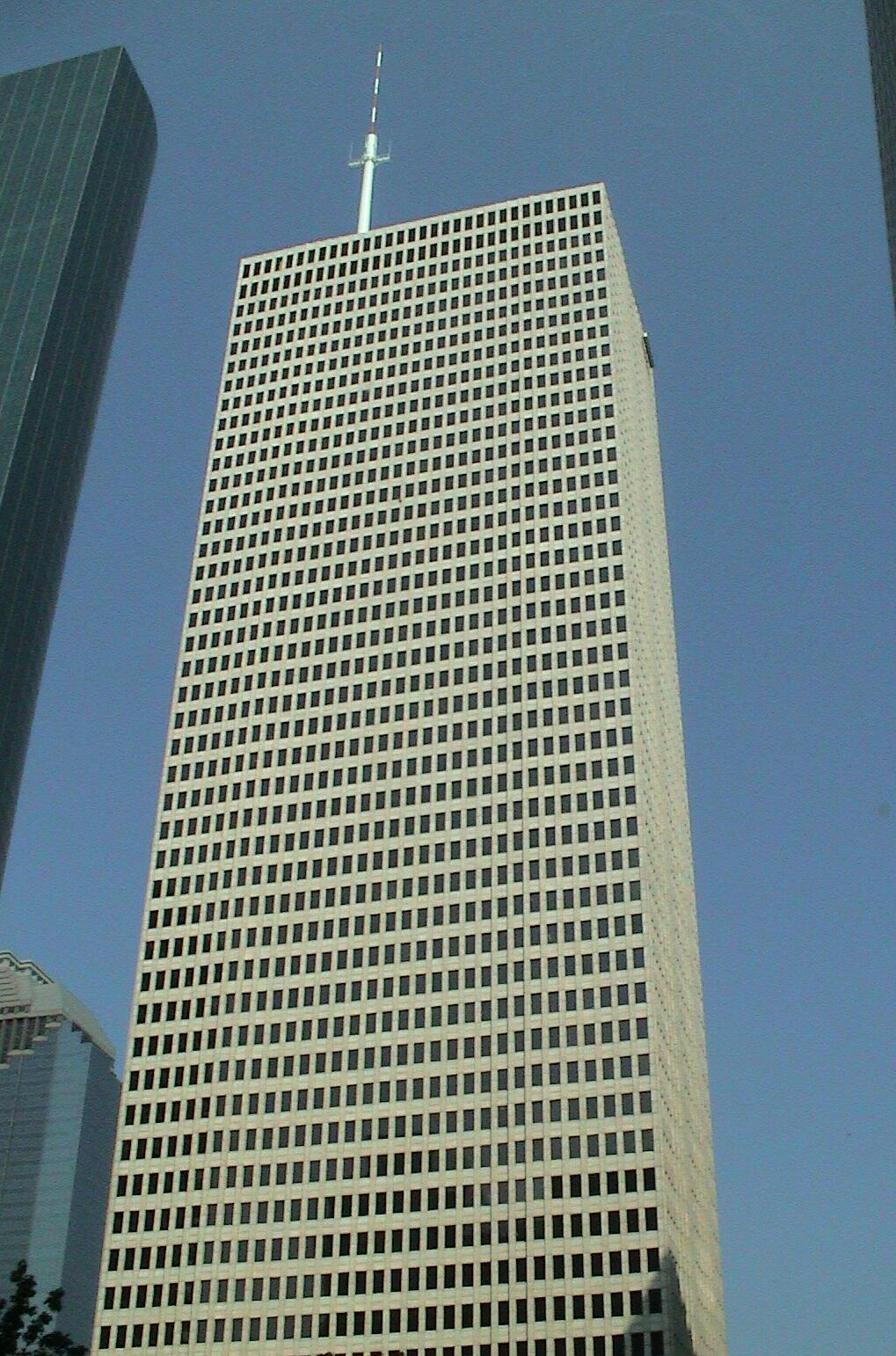
One Shell Plaza, Shell Oil Company's headquarters in Houston.

壳牌石油是荷兰皇家壳牌设在美国的石油跨國公司，世界最大的石油公司之一。該公司在美国有大约22,000名员工，总部设在德克萨斯州的休斯顿市。壳牌石油公司，包括它的联合公司和它控股的股份公司是美国最大的石油和天然气生产商、天然气销售商、汽油销售商和石油化工生产商。

## 业务范围

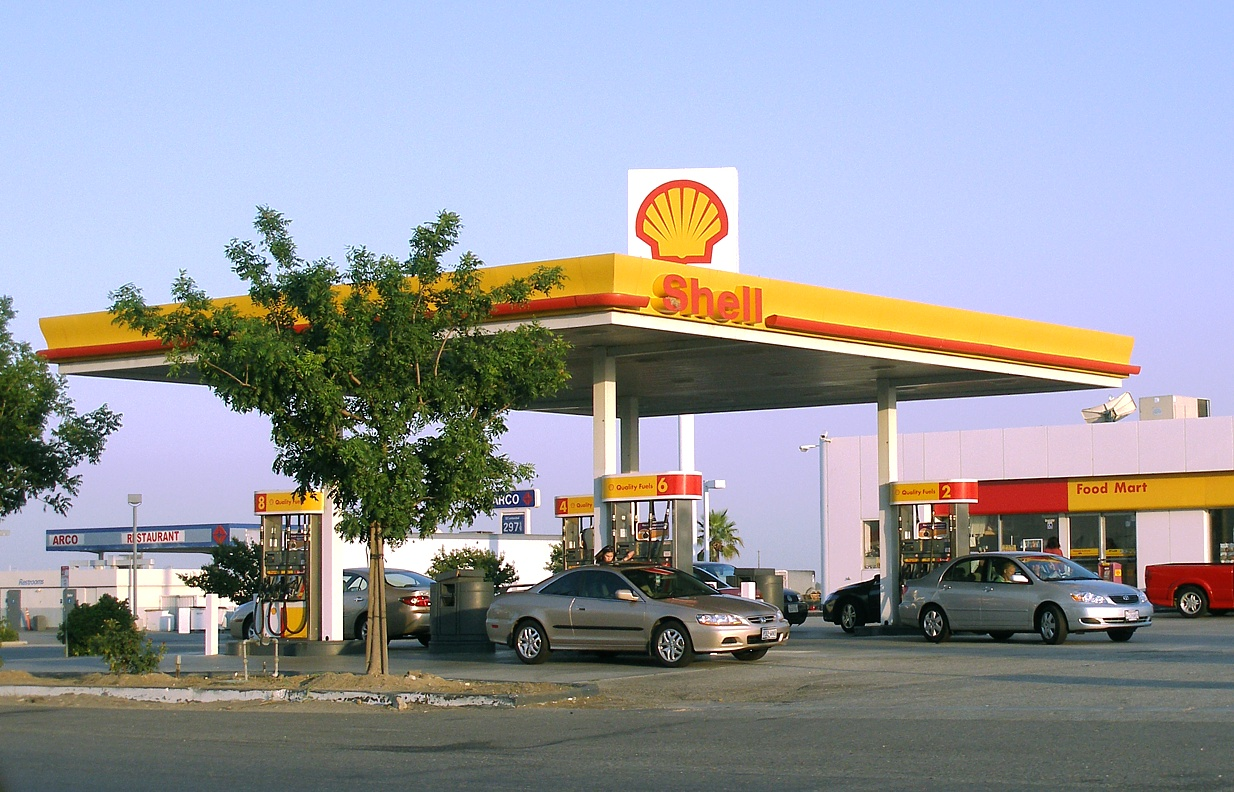
一家位于加州Lost Hills的壳牌 加油站

壳牌通过大约25000家美国国内的品牌加油站成为市场领头羊，这些品牌加油站也是壳牌出现在美国公众面前的主力军。壳牌石油公司和沙特阿拉伯国有石油公司沙特Armoco各拥有莫蒂瓦企业公司一半股份，这个合资公司在美国墨西哥湾拥有并运营3个炼油厂。同时，它还拥有名叫Pecten的勘探公司的80%股份，该公司在各海上油田包括Douala, Cameroon和法国国有埃尔夫·阿奎坦公司 (现在的道达尔石油公司)一起进行勘探和钻井业务。 

壳牌石油的产品除了石油的勘探，开发和炼化外，还包括各种油，燃料以及信用卡服务。 
位于加州Martinez的壳牌石油炼油厂是在美国的第一家炼油厂， 
供应了西部和中西部地区的壳牌和德士古的加油站。
壳牌汽油过去包括RU2000和SU2000两条产品线（后来还曾有一个SU2000E产品线），不过它们都已经被V-Power产品线所取代。
壳牌与雪佛龙签有协议，在一定区域内，当一个公司拥有炼油能力而另外一个没有的时候，则向对方供应基础汽油料(经过炼化但未添加V-Power或Techron等添加剂的汽油)。
2002年，壳牌开始更换德士古加油站为壳牌，预计这一美国商业史上最大的零售品牌重组过程将会在2004年6月完成。

## 与荷兰皇家壳牌的关系
直到1980年代中期，壳牌在美国的业务基本上一直是独立的，其股票(“壳牌石油”) 在纽约证券交易所上市交易，而位于伦敦和海牙的集团总部办公室也有一些直接干预。1984年，壳牌通过竞拍购买了原不属于它所有的壳牌石油公司的股票（大约30%），此举引起了一些少数股东的反对，并导致了一场官司。尽管如此，壳牌还是成功地买下全部股权，价值约57亿美元。
尽管进行了上述收购，然而壳牌石油还保留一项独立业务。这是由比较复杂的法律方面的原因造成的，因为荷兰皇家壳牌害怕承担一旦有因为母公司的过度控制造成的繁杂的责任问题。其中这一独立造成的奇怪结果是，壳牌的标志和在世界上其他国家的标志有一点儿不一样。1990年代，壳牌石油的独立性开始逐渐遭到破坏，因为母公司采取更直接的办法来运营业务。现在壳牌石油的标志与世界各地的一样。

## 子公司
- Aera能源有限责任公司：与美孚石油共同投资在加州进行作业的合资公司。
- 壳牌埃默里维尔发展公司：1928-1966年在加州进行业务的研究机构。
- 莫蒂瓦企业公司：与沙特炼化及壳牌共同投资的合资公司。

## 法律问题

### 环境
2006年2月24日，尼日利亚南部哈科特港的一家法院判定，壳牌石油公司须赔偿尼南部伊角族居民15亿美元，以补偿石油开采活动对当地环境造成的破坏。